# Élections locales écossaises de 2003 à Dundee City
Pour un article plus général, voir Élections locales écossaises de 2003.

Les élections locales écossaises de 2003 à Dundee City se sont tenues le 1er mai 2003.

## Composition du conseil
Majorité absolue : 15 sièges
| Parti               | Sièges  |
| ------------------- | ------- |
| SNP                 | 11 / 29 |
| Travailliste        | 10 / 29 |
| Conservateur        | 5 / 29  |
| Libéraux-démocrates | 2 / 29  |
| Indépendant         | 1 / 29  |